# 穆罕默德·薩拉赫·鮑恩迪
穆罕默德·薩拉赫·鮑恩迪（英語：Mohammed Salah Baouendi，1937年10月12日—2011年12月24日）是突尼西亞裔數學家。他在法國攻讀學士至博士學位，後來到美國發展學術生涯。他的主要領域是偏微分方程和多複變數分析。
他在突尼西亞高中畢業後，到法國求學，1961年於巴黎大學取得學士學位。1967年，他完成博士學位，論文與橢圓算子有關，指導教授是洛朗·施瓦茨的學生 Bernard Malgrange 。1968年他成為突尼斯大学教授。在尼斯大學短暫逗留之後，1971年他到美國開展新生活。
普渡大學給了他教職，1973年他成為了正教授，1980至1987年擔任該系系主任。
他和妻子琳達·普萊斯·羅斯柴爾德發表了多篇多複變數分析上的論文，夫婦倆於2003年因在這領域的貢獻而獲美國數學學會的伯格曼獎。
他和妻子共有一子一女，其子蒙吉·巴文迪为2023年诺贝尔化学奖得主。